# Національна обсерваторія Лангкаві
Національна обсерваторія Лангкаві (Balai Cerap Kebangsaan Langkawi або Observatori Negara Langkawi, Langkawi National Observatory) — астрономічна обсерваторія в Малайзії, розташована на острові Лангкаві в штаті Кедах і керована Національним космічним агентством Малайзії.
Обсерваторія почала роботу в 2006 році. Її основні інструменти складаються з 50-сантиметрового рефлектора для нічних спостережень (так званий Stellar I) і 15-сантиметрового рефрактора для спостережень Сонця. Нічні спостереження в основному стосуються змінних зір, подвійних зір, планет, галактик і астероїдів. У 2014 році обсерваторія отримала код O43 від Центру малих планет. Об'єкти обсерваторії були доповнені в 2017 році за другим блоком нічних спостережень (під назвою Stellar II), що допомогло швидше виявляти та відстежувати навколоземні астероїди. Спостереження Сонця переважно стосуються моніторингу сонячної активності й дослідження космічної погоди. Сонячний телескоп оснащений оптичними фільтрами для спостереження Сонця в білому світлі і в лініях H-альфа і Ca-K.